# Штерн-Герлахов експеримент
Штерн-Герлахов експеримент је експеримент којим је демонстрирана квантна природа спина честице. Експеримент се заснива на пропуштању снопа атома кроз нехомогено магнетно поље и посматрању цепања снопа на заклону. Иако се експеримент често везује са открићем спина електрона, он је заправо креиран тако да испита квантованост орбиталног угаоног момента што је постулирано у Боровој теорији атома.
Штерн-Герлахов експеримент је првобитно изведен са атомима сребра и добијено је цепање снопа на два дела. Ово цепање се није могло објаснити преко до тада познатог орбиталног момента атома. На основу експеримента, закључено је да честице морају имати и неки други орбитални момент који ће имати утицај у нехомогеном магнетном пољу и тај орбитални момент је назван унутрашњи орбитални момент, а окарактерисан новим квантним бројем који је назван спински квантни број или спин.
Овај оглед су први пут су извели физичари Ото Штерн и Волтер Герлах 1922. године, по којима је експеримент и назван. Штерн-Герлахов експеримент је првобитно био урађен на атомима сребра. Године 1927. Филипс и Тејлор су експеримент поновили са атомима водоника, а од тад је урађен и са другим елементима. На основу Штерн-Герлаховог експеримента, Уленбек и Гоулдсмит су као теоретско објашњење претпоставили постојање унутрашњег момента импулса, тј. претпоставили су постојање новог квантног броја, названог спин. Постојање унутрашњег моемента импулса имплицирало би постојање одговарајућег унутрашњег магнетног момента, па ће атом и у основном стању интераговати са магнетним пољем.

## Анализа експеримента
Магнетне особине атома водоника или атома сребра су сличне, јер оба ова атома имају по један електрон у последњем енергетском нивоу. Ако би се такви снопови атома пропустили кроз хомогено магнетно поље, на атом не би деловала никаква сила и он би само вршио прецесију око правца вектора магнетног поља. У случају да се сноп пропушта кроз нехомогено магнетно поље, сноп би скретао у правцу нехомогености поља, јер би на њега деловала сила:
{\displaystyle F_{z}=(\mu _{l})_{z}{\frac {dB_{z}}{dz}}.}
Посматрано из угла класичне физике, када магнетни дипол атома може бити оријентисан у произвољном правцу, при проласку снопа атома кроз нехомогено поље, на екрану би се добила мрља. Међутим, пошто је у из угла квантне физике, орбитални момент импулса квантована величина, а орбитални момент импулса је директно пропорционалан магнетном моменту, те ће и он бити квантован.
{\displaystyle {\vec {\mu _{l}}}=-{\frac {e}{2m_{e}}}{\vec {L}}}
{\displaystyle |{\vec {\mu _{l}}}|=-{\frac {e}{2m_{e}}}|{\vec {L}}|=-{\frac {e}{2m_{e}}}\hbar {\sqrt {l(l+1)}}=g_{l}{\mu }_{B}{\sqrt {l(l+1)}},}
где је израз на крају записан преко Боровог магнетона  и жиромагнетног односа .
Како се у експерименту може мерити само пројекција неке величине, то се добија да је пројекција орбиталног магнетног момента квантована величина и пропорционална са фактором 2l+1, пошто је пројекција одређена магнетним квантним бројем .
{\displaystyle (\mu _{l})_{z}=g_{l}\mu _{B}m_{l}.}
Одавде би се, пошто је l цео број, очекивало да се сноп атома водоника или сребра у нехомогеном пољу мора цепати на непаран број делова. Међутим, у експерименту је добијено цепање снопa на два дела. Експеримент је потврдио просторно квантовање, али се резултати нису могли објаснити орбиталним моментом импулса, те је закључено да атом мора поседовати још неки други момент импулса који ће имати доминантни ефекат у нехомогеном магнетном пољу. Тај момент импулса би исто морао бити квантована физичка величина и морао би, да за атоме водоника или сребра, има само две могуће вредности. Тај момент импулса је назван унутрашњи или спински момент импулса, а њему одговарајући магнетни момент је назван спински магнетни момент.